# Зоран Сеизовић
Зоран Сеизовић (Вранеши, 1962) је бивши председник Општине Врњачка Бања.
На ову функцију изабран је 26. децембра 2008. године.
Ожењен је и отац је двоје деце.